# Joanis Andoniu
Joanis Andoniu (gr. Ιωάννης Αντωνίου, Ioánnis Antoníou, ur. 27 stycznia 1995 w Karpenisi) – grecki narciarz alpejski, olimpijczyk.

## Osiągnięcia

### Igrzyska olimpijskie
| Miejsce | Dzień     | Rok  | Miejscowość | Konkurencja | Czas biegu | Strata | Zwycięzca       |
| ------- | --------- | ---- | ----------- | ----------- | ---------- | ------ | --------------- |
| 46.     | 18 lutego | 2018 | Pjongczang  | Gigant      | 2:18,04    | +15,26 | Marcel Hirscher |
| DNF1    | 22 lutego | 2018 | Pjongczang  | Slalom      | 1:38,99    | -      | André Myhrer    |
| DNF2    | 13 lutego | 2022 | Pekin       | Gigant      | 2:09,35    | -      | Marco Odermatt  |
| 29.     | 16 lutego | 2022 | Pekin       | Slalom      | 1:44,09    | +10,20 | Clément Noël    |

### Mistrzostwa świata
| Miejsce | Dzień     | Rok  | Miejscowość       | Konkurencja | Czas biegu | Strata | Zwycięzca              |
| ------- | --------- | ---- | ----------------- | ----------- | ---------- | ------ | ---------------------- |
| 75.     | 15 lutego | 2013 | Schladming        | Gigant      | 2:38,71    | -      | Ted Ligety             |
| BDNF2   | 17 lutego | 2013 | Schladming        | Slalom      | 1:51,03    | -      | Marcel Hirscher        |
| 81.     | 13 lutego | 2015 | Vail/Beaver Creek | Gigant      | 2:05,59    | -      | Ted Ligety             |
| DNF1    | 15 lutego | 2015 | Vail/Beaver Creek | Slalom      | 1:57,47    | -      | Jean-Baptiste Grange   |
| 63.     | 17 lutego | 2017 | Sankt Moritz      | Gigant      | 2:13,31    | -      | Marcel Hirscher        |
| BDNF1   | 19 lutego | 2017 | Sankt Moritz      | Slalom      | 1:34,75    | -      | Marcel Hirscher        |
| 74.     | 15 lutego | 2019 | Åre               | Gigant      | 2:20,24    | -      | Henrik Kristoffersen   |
| DNF1    | 17 lutego | 2019 | Åre               | Slalom      | 2:05,86    | -      | Marcel Hirscher        |
| DNF2    | 19 lutego | 2021 | Cortina d’Ampezzo | Gigant      | 2:05,86    | -      | Mathieu Faivre         |
| DNF1    | 21 lutego | 2021 | Cortina d’Ampezzo | Slalom      | 1:46,48    | -      | Sebastian Foss Solevåg |

### Mistrzostwa świata juniorów
| Miejsce | Dzień     | Rok  | Miejscowość | Konkurencja     | Czas biegu  | Strata   | Zwycięzca            |
| ------- | --------- | ---- | ----------- | --------------- | ----------- | -------- | -------------------- |
| 65.     | 3 marca   | 2012 | Roccaraso   | Supergigant     | 1:02,73     | +7,96    | Ralph Weber          |
| 64.     | 7 marca   | 2012 | Roccaraso   | Gigant          | 2:39,50     | +17,92   | Henrik Kristoffersen |
| 44.     | 9 marca   | 2012 | Roccaraso   | Slalom          | 1:38,44     | +17,42   | Santeri Paloniemi    |
| DNS1    | 26 lutego | 2014 | Jasná       | Supergigant     | 1:30,63     | -        | Marco Schwarz        |
| DNS1    | 26 lutego | 2014 | Jasná       | Superkombinacja | 2:21,69     | -        | Matteo De Vettori    |
| DNF2    | 4 marca   | 2014 | Jasná       | Gigant          | 2:03,14     | -        | Henrik Kristoffersen |
| DNF1    | 5 marca   | 2014 | Jasná       | Slalom          | 1:37,21     | -        | Henrik Kristoffersen |
| 61.     | 8 marca   | 2015 | Hafjell     | Gigant          | 2:23,37     | +16,39   | Henrik Kristoffersen |
| 45.     | 9 marca   | 2015 | Hafjell     | Slalom          | 1:50,61 min | +13,06 s | Henrik Kristoffersen |
| DNS1    | 11 marca  | 2015 | Hafjell     | Superkombinacja | 1:37,55     | -        | Loïc Meillard        |
| 61.     | 29 lutego | 2016 | Soczi       | Supergigant     | 1:09,95     | +6,53    | Matthieu Bailet      |
| DNF2    | 1 marca   | 2016 | Soczi       | Superkombinacja | 1:56,16     | -        | Štefan Hadalin       |
| 37.     | 3 marca   | 2016 | Soczi       | Gigant          | 2:14,32     | +18,05   | Marco Odermatt       |
| 27.     | 5 marca   | 2016 | Soczi       | Slalom          | 1:36,84     | +9,31    | Istok Rodeš          |

### Puchar Świata

#### Miejsca w klasyfikacji generalnej
- sezon 2018/2019: -

#### Miejsca na podium
Andoniu nie stanął na podium zawodów PŚ.